# John Fuqua
Pour les articles homonymes, voir Fuqua.
(en) Statistiques sur pro-football-reference
John William « Frenchy » Fuqua, né le 12 septembre 1946 à Détroit (Michigan), est un joueur américain de football américain ayant évolué au poste de running back pour les Giants de New York et les Steelers de Pittsburgh entre 1969 et 1976. Il a remporté deux Super Bowls (IX et X) avec les Steelers. Sélectionné au onzième tour lors de la draft 1969 de la NFL par les Giants. Il est la cible de la passe de Terry Bradshaw lors de l'action désignée comme l'Immaculate Reception.